# Pukkelpop

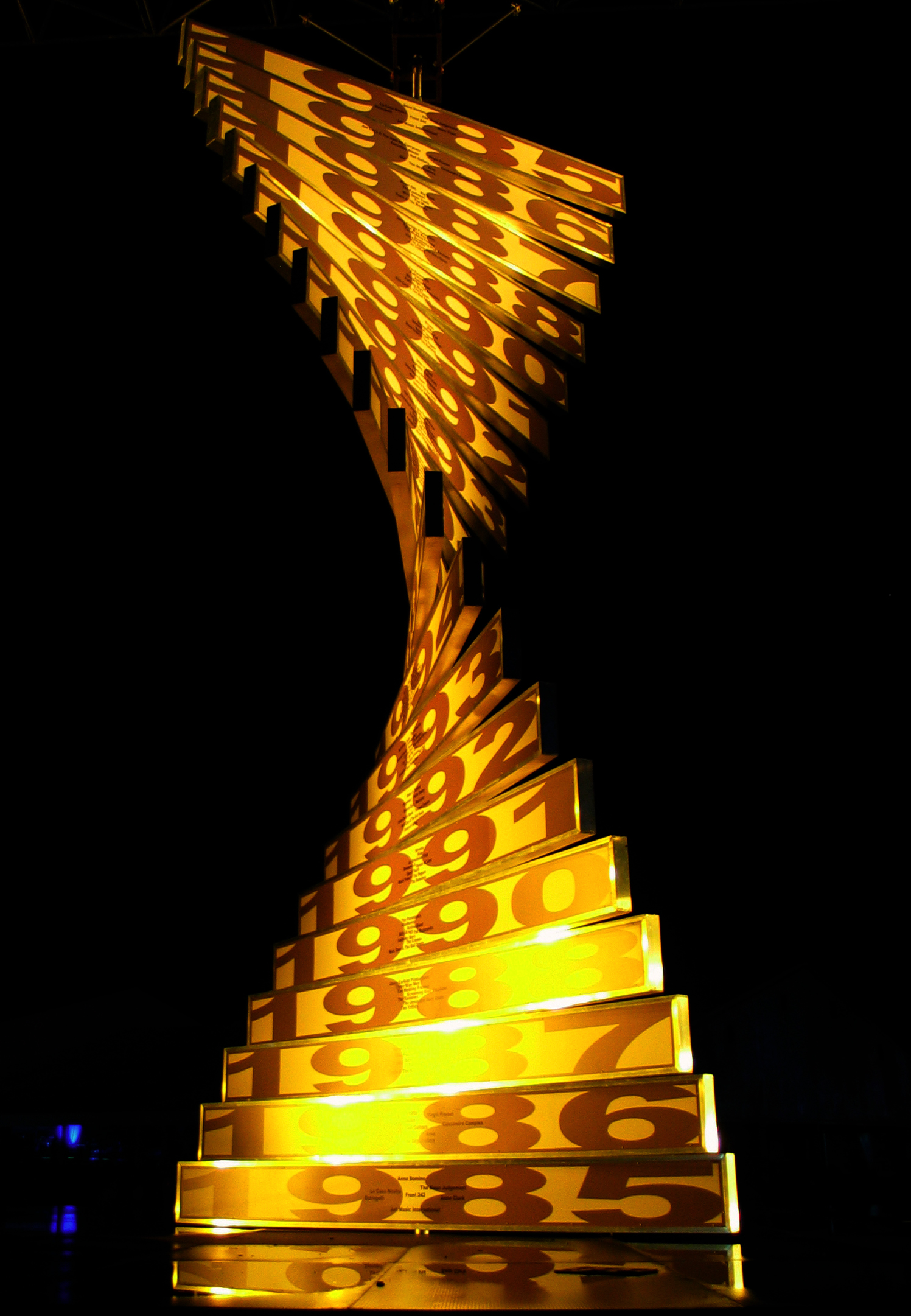
Installation zur 20. Ausgabe des Pukkelpops 2006

Das Pukkelpop ist ein seit 1985 jährlich stattfindendes Rockmusikfestival bei Hasselt in Belgien.
Das Festival wird von der Humanistischen Jugend von Leopoldsburg (Humanistische Jongeren van Leopoldsburg, kurz Hujo) veranstaltet. Ein Großteil des auf dem Festivalgelände arbeitenden Personals arbeitet dort auf freiwilliger Basis, was dem Festival trotz der inzwischen immensen Größe ein privates Flair verleiht.

## Geschichte
Das erste Pukkelpop fand 1985 mit sieben Bands vor 2.500 Gästen auf einem Fußballplatz statt. Bis 1992 wurde jeweils nur eine Bühne aufgestellt, auf der Bands wie D.A.F., Sonic Youth, Ramones, Faith No More, Nick Cave and the Bad Seeds, Public Enemy oder die Beastie Boys spielten. Im Jahr 1989 wurde Pukkelpop kurzfristig abgesagt, da die beiden Headliner The Pogues und The Sugarcubes ihre Auftritte wenige Wochen vor dem Festival absagten.
1993 wurden zum ersten Mal zwei Bühnen aufgestellt. Zu den 18 Bands, darunter The Smashing Pumpkins, Rage Against the Machine und Tool, kamen 38.000 Besucher. Schon im darauffolgenden Jahr wurde eine dritte Bühne aufgestellt, es spielten 33 Bands vor 47.000 Besuchern. 1995 beschallten 38 Bands von drei Bühnen aus 60.000 Besucher. Das Festival wurde erstmals über zwei Tage ausgetragen. Die Anzahl der Bühnen, Bands und damit auch Besucher stieg auch in den nächsten Jahren kontinuierlich an. So traten 1996 bereits 60 Bands auf fünf Bühnen und 1997 80 Bands auf sechs Bühnen vor 70.000 Zuschauern auf.
Zum 2001 erstmals über drei Tage ausgetragenen Festival kamen 115.000 Besucher und sahen sich 150 Bands auf acht Bühnen an. 2007 spielten 194 Bands vor 130.000 Festivalbesuchern.
Das Festival 2010 wurde von zwei Todesfällen überschattet. Zum einen stürzte sich Charles Haddon, Sänger der britischen Synthie-Pop-Band Ou Est Le Swimming Pool, von einem Telefonmast in den Tod, zum anderen erlitt Michael Been, Tontechniker der Band Black Rebel Motorcycle Club sowie Sänger/Bassist von The Call, einen Herzinfarkt.
Während des ersten Festivaltages im Jahr 2011 stürzten bei einem heftigen Unwetter mit Sturm, Starkregen und Hagel, der aufgrund seiner hohen Zuggeschwindigkeit die Besucher überraschte, am 18. August 2011 zwei Bühnen sowie mehrere Leinwände, Zelte und Metallkonstruktionen ein. Dabei kamen fünf Personen ums Leben und etwa 70 weitere wurden verletzt. Das Festival wurde daraufhin abgebrochen.
Aus Anlass des 25- sowie 30-jährigen Jubiläums des Festivals erschienen in den Jahren 2010 und 2015 jeweils Kompilationen auf vier CDs: 25 Years Pukkelpop
Pukkelpop 30 years.
In den Jahren 2020 und 2021 fand das Pukkelpop aufgrund der Covid19-Pandemie nicht statt.

## Veranstaltungen
| Jahr | Ort | Besucher | Tage | Bühnen | Anzahl Bands |
| ---- | --- | --- | --- | --- | --- |
| 1985 | Fußballplatz von Excelsior Heppen (Leopoldsburg)                                                                    | 2.500 | 1 | 1 | 8 |
| 1986 | Fußballplatz von Excelsior Heppen (Leopoldsburg)                                                                    | 5.000 | 1 | 1 | 9 |
| 1987 | Fußballplatz von Excelsior Heppen (Leopoldsburg)                                                                    | 4.000 | 1 | 1 | 7 |
| 1988 | Flugplatz Sanicole, Hechtel                                                                                         | 8.000 | 1 | 1 | 7 |
| 1989 | Ausgefallen, da die Headliner The Pogues und The Sugarcubes ihre Auftritte wenige Wochen vor dem Festival absagten. | Ausgefallen, da die Headliner The Pogues und The Sugarcubes ihre Auftritte wenige Wochen vor dem Festival absagten. | Ausgefallen, da die Headliner The Pogues und The Sugarcubes ihre Auftritte wenige Wochen vor dem Festival absagten. | Ausgefallen, da die Headliner The Pogues und The Sugarcubes ihre Auftritte wenige Wochen vor dem Festival absagten. | Ausgefallen, da die Headliner The Pogues und The Sugarcubes ihre Auftritte wenige Wochen vor dem Festival absagten. |
| 1990 | Flugplatz Sanicole, Hechtel                                                                                         | mehr als 10.000 | 1 | 1 | 9 |
| 1991 | Streichelzoo in Kiewit, Hasselt                                                                                     | 17.000 | 1 | 1 | 9 |
| 1992 | Beim Kempische Steenweg in Kiewit, Hasselt                                                                          | 30.000 | 1 | 1 | 9 |
| 1993 | Beim Kempische Steenweg in Kiewit, Hasselt                                                                          | 38.000 | 1 | 2 | 18 |
| 1994 | Beim Kempische Steenweg in Kiewit, Hasselt                                                                          | 47.000 | 1 | 3 | 33 |
| 1995 | Beim Kempische Steenweg in Kiewit, Hasselt                                                                          | 60.000 | 2 | 3 | 38 |
| 1996 | Beim Kempische Steenweg in Kiewit, Hasselt                                                                          | 38.000 | 2 | 5 | 60 |
| 1997 | Beim Kempische Steenweg in Kiewit, Hasselt                                                                          | 70.000 | 2 | 6 | 80 |
| 1998 | Beim Kempische Steenweg in Kiewit, Hasselt                                                                          | 50.000 | 2 | 6 | 80 |
| 1999 | Beim Kempische Steenweg in Kiewit, Hasselt                                                                          | 50.000 | 2 | 6 | 92 |
| 2000 | Beim Kempische Steenweg in Kiewit, Hasselt                                                                          | 65.000 | 2 | 7 | 80 |
| 2001 | Beim Kempische Steenweg in Kiewit, Hasselt                                                                          | 115.000 | 3 | 7 | 150 |
| 2002 | Beim Kempische Steenweg in Kiewit, Hasselt                                                                          | 100.000 | 3 | 7 | 160 |
| 2003 | Beim Kempische Steenweg in Kiewit, Hasselt                                                                          | 120.000 | 3 | 6 | 120 |
| 2004 | Beim Kempische Steenweg in Kiewit, Hasselt                                                                          | 125.000 | 3 | 8 | 170 |
| 2005 | Beim Kempische Steenweg in Kiewit, Hasselt                                                                          | 137.000 | 3 | 8 | 184 |
| 2006 | Beim Kempische Steenweg in Kiewit, Hasselt                                                                          | 135.000 | 3 | 7 | 181 |
| 2007 | Beim Kempische Steenweg in Kiewit, Hasselt                                                                          | 130.000 | 3 | 8 | 194 |
| 2008 | Beim Kempische Steenweg in Kiewit, Hasselt                                                                          | 152.000 | 3 | 8 | 212 |
| 2009 | Beim Kempische Steenweg in Kiewit, Hasselt                                                                          | 223.000 | 3 | 8 | 204 |
| 2010 | Beim Kempische Steenweg in Kiewit, Hasselt                                                                          | | | | |
| 2011 | Beim Kempische Steenweg in Kiewit, Hasselt                                                                          | 65.000 | 1, danach abgebrochen                                                                                               | 8 | |
| 2012 | Beim Kempische Steenweg in Kiewit, Hasselt                                                                          | 189.000 | 3 | 8 | 211 |
| 2013 | Beim Kempische Steenweg in Kiewit, Hasselt                                                                          | 66.000 | 3 | 8 | 205 |
| 2014 | Beim Kempische Steenweg in Kiewit, Hasselt                                                                          | 65.000 | 3 | 8 | 217 |
| 2015 | Beim Kempische Steenweg in Kiewit, Hasselt                                                                          | 65.000 | 3 | 8 | 213 |
| 2016 | Beim Kempische Steenweg in Kiewit, Hasselt                                                                          | 65.000 | 4 | 10 | 261 |
| 2017 | Beim Kempische Steenweg in Kiewit, Hasselt                                                                          | 65.000 | 4 | 8 | 187 |
| 2018 | Beim Kempische Steenweg in Kiewit, Hasselt                                                                          | 65.000 | 4 | 9 | 205 |
| 2019 | Beim Kempische Steenweg in Kiewit, Hasselt                                                                          | 65.000 | 4 | 8 | 199 |
| 2020 | Festival fand nicht statt wegen der Covid19-Pandemie                                                                | Festival fand nicht statt wegen der Covid19-Pandemie                                                                | Festival fand nicht statt wegen der Covid19-Pandemie                                                                | Festival fand nicht statt wegen der Covid19-Pandemie                                                                | Festival fand nicht statt wegen der Covid19-Pandemie                                                                |
| 2021 | Festival fand nicht statt wegen der Covid19-Pandemie                                                                | Festival fand nicht statt wegen der Covid19-Pandemie                                                                | Festival fand nicht statt wegen der Covid19-Pandemie                                                                | Festival fand nicht statt wegen der Covid19-Pandemie                                                                | Festival fand nicht statt wegen der Covid19-Pandemie                                                                |
| 2022 | Beim Kempische Steenweg in Kiewit, Hasselt                                                                          | 65.000 | 4 | 10 | 252 |
| 2023 | Beim Kempische Steenweg in Kiewit, Hasselt                                                                          | 65.000 | 4 | 8 | 179 |
| 2024 | Beim Kempische Steenweg in Kiewit, Hasselt                                                                          | 65.000 | 4 | 10 | 214 |